# Kanaker

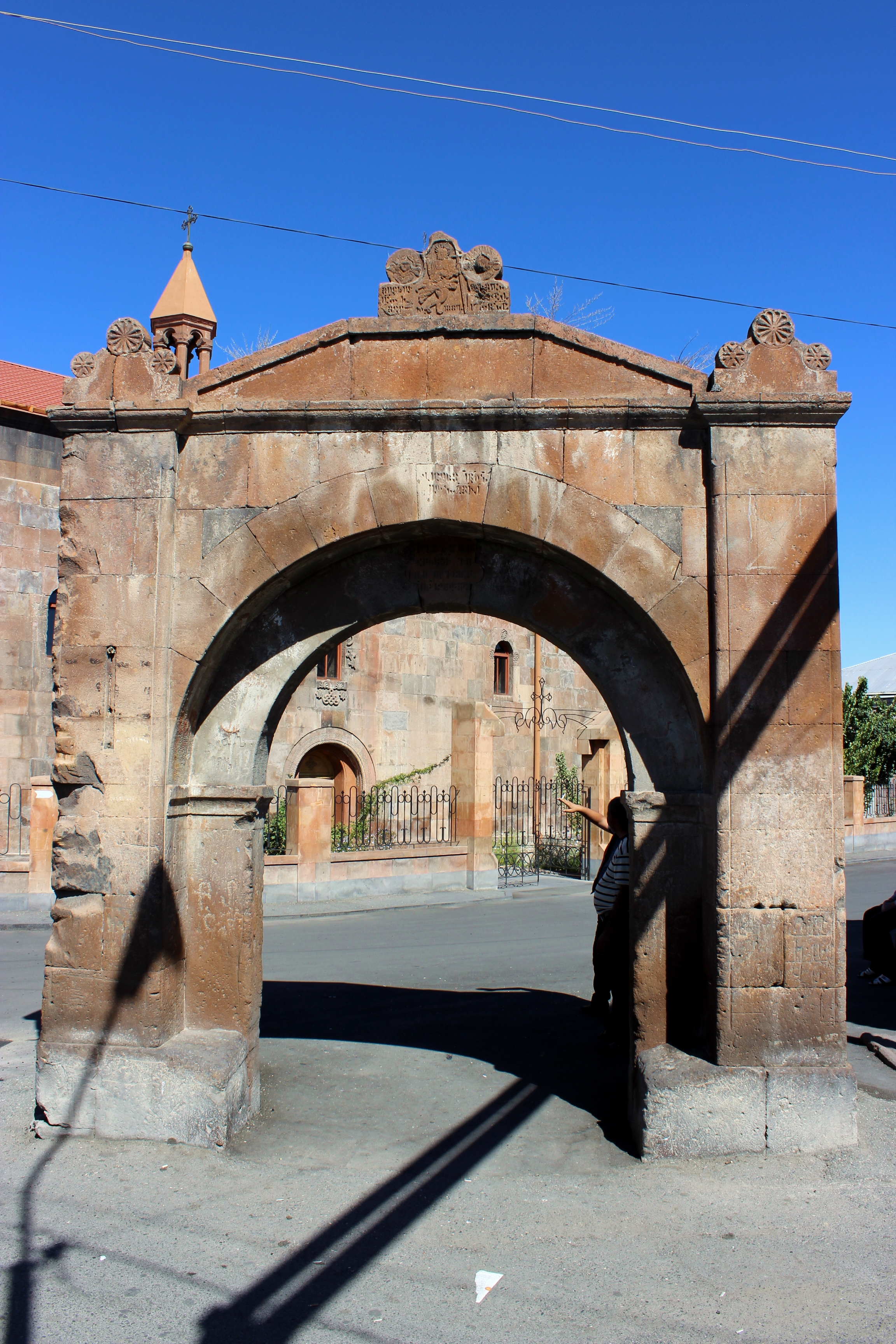
Tor zur Jakobskirche Kanaker

Kanaker (armenisch Քանաքեռ) ist ein ehemaliges Dorf in Armenien, das heute einen Teil des Jerewaner Stadtbezirks Kanaker-Sejtun [z-] (Քանաքեռ-Զեյթուն) im Nordosten der Hauptstadt bildet. Durch die Stadtentwicklung Jerewans wurde das Dorf allmählich Teil der Stadt.
Das Dorf hatte mehrere Kirchen, die wie das ganze Dorf bei einem Erdbeben mit Epizentrum in Garni 1679 zerstört wurden. Die heute älteste Kirche von Kanaker ist die Jakobskirche (Surp Hakop), die nach dem Erdbeben 1679 wieder errichtet wurde. Von fast gleichem Aussehen ist die Kirche der Heiligen Muttergottes (Surp Astvatsatsin) von 1695 auf einem Hügel im Nordwesten. Die russisch-orthodoxe Kirche der Obhut der Heiligen Muttergottes wurde 1912 in Kanaker gebaut.

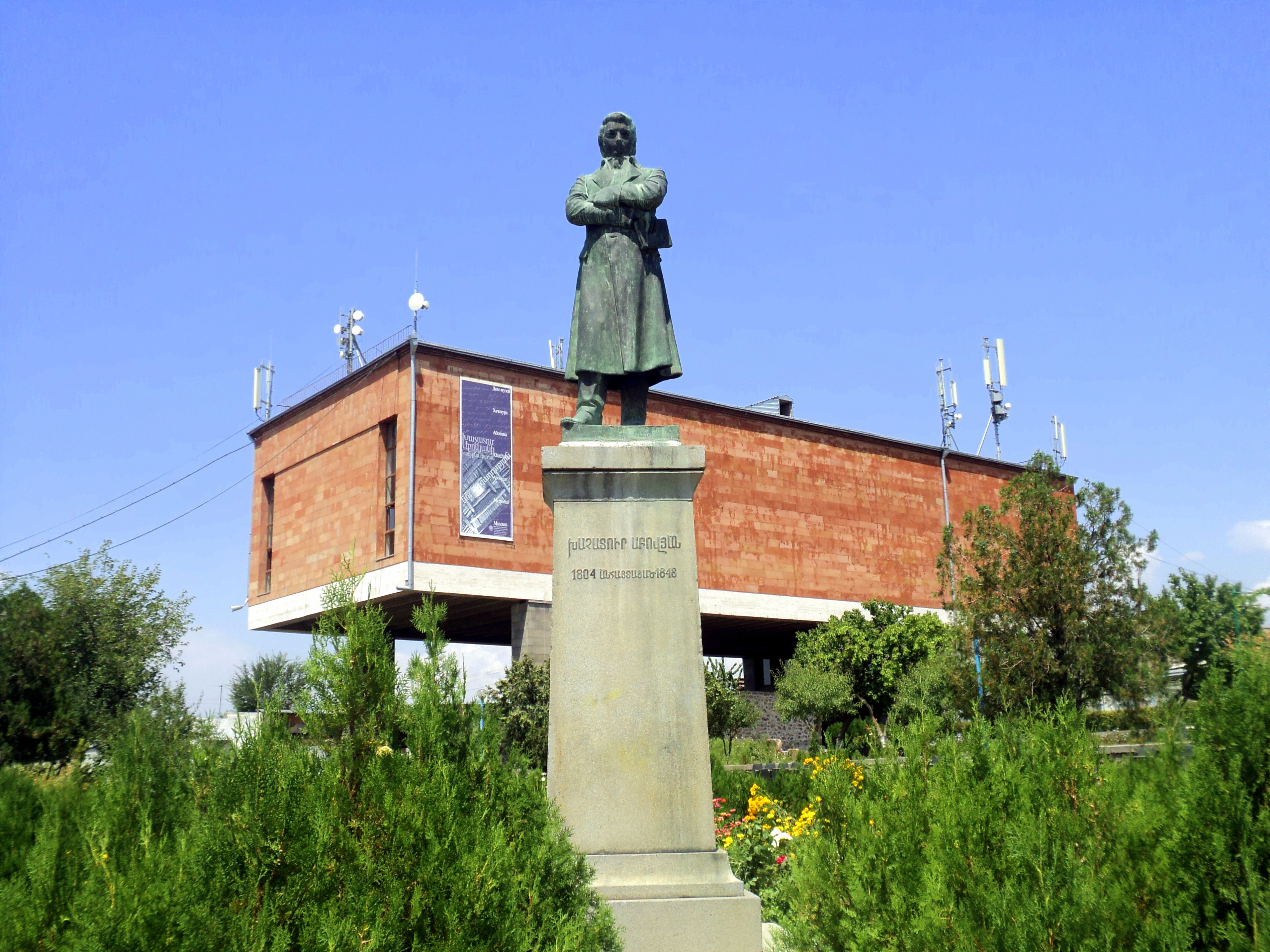
Denkmal für Chatschatur Abowjan in Kanaker

Aus Kanaker stammen einige Persönlichkeiten Armeniens, darunter der Schriftsteller und Pädagoge Chatschatur Abowjan.